# Ковінгтон (Луїзіана)
Ковінгтон (англ. Covington) — місто (англ. city) в США, в окрузі Сент-Таммані штату Луїзіана. Населення — 11 564 особи (2020).

## Географія
Ковінгтон розташований за координатами 30°28′49″ пн. ш. 90°6′45″ зх. д. / 30.48028° пн. ш. 90.11250° зх. д. (30.480252, -90.112577).  За даними Бюро перепису населення США в 2010 році місто мало площу 21,22 км², з яких 20,66 км² — суходіл та 0,55 км² — водойми.

## Демографія
Згідно з переписом 2010 року, у місті мешкало 8765 осіб у 3639 домогосподарствах у складі 2324 родин. Густота населення становила 413 осіб/км².  Було 4048 помешкань (191/км²).
Расовий склад населення:
| - 77,8 % — білих - 19,0 % — чорних або афроамериканців - 0,6 % — азіатів - 0,4 % — корінних американців |

До двох чи більше рас належало 1,3 %. Частка іспаномовних становила 3,7 % від усіх жителів.
За віковим діапазоном населення розподілялося таким чином: 23,9 % — особи молодші 18 років, 61,1 % — особи у віці 18—64 років, 15,0 % — особи у віці 65 років та старші. Медіана віку мешканця становила 40,7 року. На 100 осіб жіночої статі у місті припадало 87,3 чоловіків;  на 100 жінок у віці від 18 років та старших — 83,1 чоловіків також старших 18 років.
Середній дохід на одне домашнє господарство  становив 67 374 долари США (медіана — 49 141), а середній дохід на одну сім'ю — 79 256 доларів (медіана — 60 313). Медіана доходів становила 55 625 доларів для чоловіків та 33 866 доларів для жінок. За межею бідності перебувало 18,4 % осіб, у тому числі 27,0 % дітей у віці до 18 років та 11,1 % осіб у віці 65 років та старших.
Цивільне працевлаштоване населення становило 4041 особа. Основні галузі зайнятості: освіта, охорона здоров'я та соціальна допомога — 21,0 %, мистецтво, розваги та відпочинок — 17,3 %, роздрібна торгівля — 11,3 %, науковці, спеціалісти, менеджери — 10,8 %.

## Відомі люди
- Єн Сомерхолдер (нар. 1978) — американський актор